# Michelle Scutt
Michelle Scutt (z domu Probert, ur. 17 czerwca 1960 w Liverpoolu) – walijska lekkoatletka specjalizująca się w biegach sprinterskich, dwukrotna uczestniczka letnich igrzysk olimpijskich (Moskwa 1980, Los Angeles 1984), brązowa medalistka olimpijska z Moskwy w biegu sztafetowym 4 × 400 metrów.

## Sukcesy sportowe
- czterokrotna medalistka mistrzostw Wielkiej Brytanii w biegu na 400 metrów: złota (1982), dwukrotnie srebrna (1979, 1981) oraz brązowa (1980)[1]
- jedenastokrotna mistrzyni Walii: w biegach na 100 metrów (pięciokrotnie – 1978, 1979, 1980, 1981, 1982), 200 metrów (czterokrotnie – 1978, 1980, 1981, 1982) oraz 400 metrów (dwukrotnie – 1979, 1984)[2]
- trzykrotna mistrzyni Anglii: w biegach na 200 metrów (1983) oraz 400 metrów (dwukrotnie – 1980, 1982)[3]
- halowa wicemistrzyni Anglii w  biegu na 200 metrów (1985)[4]

| Rok  | Miasto      | Zawody                      | Konkurencja        | Wynik         |
| ---- | ----------- | --------------------------- | ------------------ | ------------- |
| 1977 | Donieck     | Mistrzostwa Europy juniorów | sztafeta 4 × 400 m | brązowy medal |
| 1980 | Moskwa      | Igrzyska olimpijskie        | sztafeta 4 × 400 m | brązowy medal |
| 1981 | Rzym        | Puchar świata               | sztafeta 4 × 400 m | 2. miejsce    |
| 1982 | Brisbane    | Igrzyska Wspólnoty Narodów  | bieg na 400 m      | srebrny medal |
| 1984 | Los Angeles | Igrzyska olimpijskie        | sztafeta 4 × 400 m | 4. miejsce    |

## Rekordy życiowe
- bieg na 200 metrów (stadion) – 22,80 – Antrim 12/06/1982
- bieg na 400 metrów (stadion) – 50,63 – Cwmbran 31/05/1982